# Carl J. Meade
Carl Joseph Meade (* 16. November 1950 in Chanute Air Force Base, Bundesstaat Illinois, USA) ist ein ehemaliger US-amerikanischer Astronaut. 
Meade erhielt 1973 einen Bachelor in Elektrotechnik von der University of Texas at Austin und 1975 einen Master in Elektrotechnik vom California Institute of Technology. 
Meade arbeitete als Elektroingenieur bei Hughes Aircraft. Danach trat er in die United States Air Force ein und wurde dort zum Piloten und Testpiloten ausgebildet und als solcher auch auf der Edwards Air Force Base eingesetzt. 1985 wurde er als Ausbilder an die USAF Test Pilot School zurückversetzt.

## Astronautentätigkeit
Im Juni 1985 wurde Meade nach einer vergeblichen Bewerbung für die zehnte Astronautengruppe von der NASA als Astronautenanwärter mit der elften NASA-Gruppe ausgewählt.

### STS-38
Meade startete am 15. November 1990 als Missionsspezialist mit der Raumfähre Atlantis zu seiner ersten Mission ins All. Im Auftrag des US-Verteidigungsministeriums wurde als Nutzlast ein militärischer Spionagesatellit ausgesetzt.

### STS-50
Während der Mission STS-50 war Meade Missionsspezialist auf der Raumfähre Columbia. Die Mission startete am 25. Juni 1992. Die Primärnutzlast war das Mikrogravitationslabor USML-1, einem bemannten Spacelab-Modul. Es wurden zahlreiche Experimente zur Erforschung des Kristallwachstums von Zeolith, der Oberflächenspannungsphysik und menschlicher Physiologie durchgeführt.

### STS-64

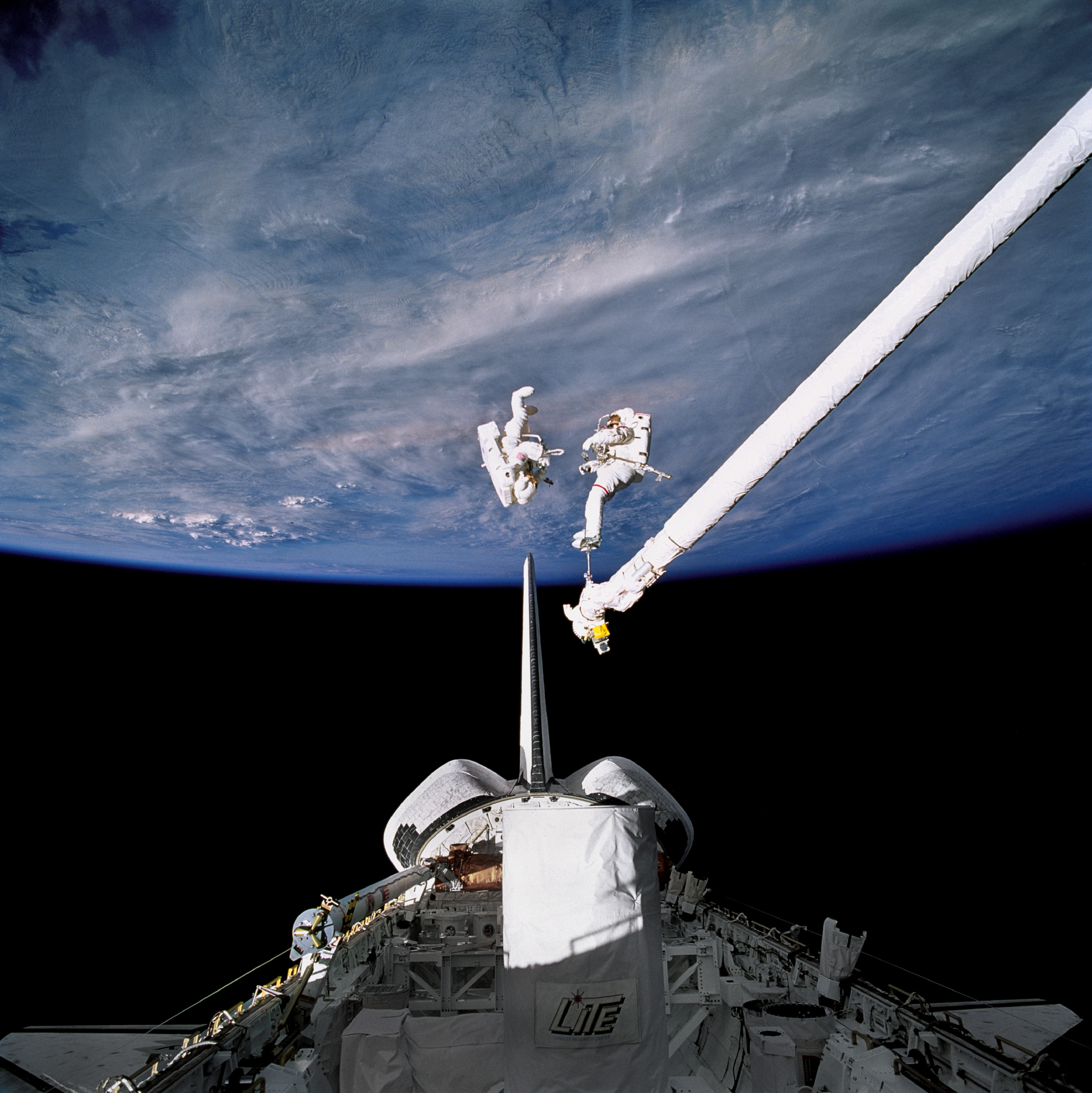
Carl Meade und Mark Lee bei einem EVA

Seinen dritten Flug unternahm Meade im September 1994 als Missionsspezialist mit dem Space-Shuttle Discovery. Im Rahmen von STS-64 wurden das laseroptische Radarsystem LITE getestet. Eine weitere Aufgabe war das Aussetzen und Bergen des astronomischen Forschungssatelliten SPARTAN-201, einem frei fliegendem Satelliten zur Erforschung des Sonnenwindes und der Sonnenkorona. Nach elf Tagen im Weltraum landete er am 20. September 1994 auf der Edwards Air Force Base in Kalifornien.

## Nach der NASA
Im Februar 1996 wechselte Meade von der NASA zu Lockheed Martins Lockheed Advanced Development Projects Unit (Skunk Works) als stellvertretender Projektmanager für die X-33. Anschließend ging er zu Northrop Grumman Integrated Systems, um für das Crew Exploration Vehicle-Projekt zu arbeiten.

## Privates
Carl Meade ist verheiratet und hat ein Kind.